# Tom Regan
Tom Regan (Pittsburgh, 28 november 1938 – Raleigh, 17 februari 2017) was een Amerikaans filosoof. Hij was hoogleraar filosofie aan de North Carolina State University (NCSU).

## Werk
Regan hield zich voornamelijk bezig met ethiek en bio-ethiek, voornamelijk in verband met dierenrechten. Hij hamerde erop dat er een filosofische grondslag is voor morele dierenrechten. Regan pleitte daarom onder meer voor het afschaffen van bio-industrie, het gebruik van proefdieren en dierengebruik in de amusementsindustrie.
Regan gaf les aan de NCSU van 1967 tot 2001. Dankzij een anonieme donor kon hij er tevens de Tom Regan Animal Rights Collections - een boeken- en verdere geschriftenverzameling - aanleggen.
Hij overleed in 2017 op 78-jarige leeftijd.